# Josip Vošnjak

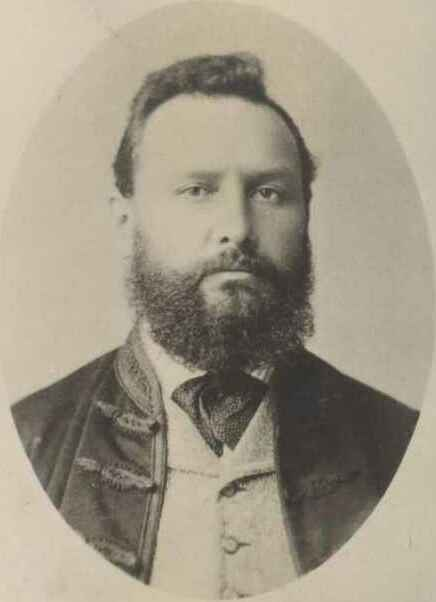
Josip Vošnjak, um 1880

Josip Vošnjak, auch Josef Vošnjak (* 4. Januar 1834 in Schönstein, Untersteiermark; † 21. Oktober 1911 in Gießkübel (Visole), heute Gemeinde Slovenska Bistrica) war Primararzt und Abgeordneter zum Österreichischen Abgeordnetenhaus. Er war aber auch belletristischer Schriftsteller und Dramatiker. Bis zu seiner Promotion wurde die deutsche Form seines Namens, Josef Woschnagg, verwendet.

## Leben
Josip Vošnjak war Sohn des Gerbers Michael Woschnagg (Mihael V.) († 1879). Nach dem Besuch einer Volksschule in Schönstein und (von 1843 bis 1844) in Cilli besuchte er von 1844 bis 1846 ein Gymnasium in Cilli, von 1846 bis 1850 eines in Graz und von 1850 bis 1852 ein akademisches Gymnasium in Wien. Danach studierte er Medizin an der Universität Wien und promovierte im Jahr 1858 zum Dr. med. Er wurde in diesem Jahr Arzt in Schönstein, im Juli 1859 Militärarzt in Laibach, im September 1859 in Krainburg und im März 1861 Sekundararzt für Chirurgie am Landeskrankenhaus in Laibach. Schon im Dezember 1861 wurde er Kreisarzt in Windisch-Feistritz, 1870 Arzt in St. Marein bei Erlachstein und im Jahr 1872 schließlich Primar am Landes-Zwangsarbeitshaus in Laibach. Im Jahr 1895 trat er in den Ruhestand und übersiedelte auf das 1866 gekaufte Weingut in Gießkübel.
Er war von 1873 bis 1875 auch Gründer und Herausgeber der Zeitung „Slovenski tednik“ (Slowenisches Wochenblatt) in Laibach. Weiters war er im Jahr 1868 Mitgründer des slowenischen Lesevereins in Windisch-Feistritz und 1870 Mitgründer der (slowenischen) Bezirks-Spar- und Darlehenskasse in St. Marein bei Erlachstein. Ab 1872 wurde er führender slowenischer Funktionär in Laibach und im gleichen Jahr auch Mitgründer und Mitglied des Ausschusses. Von 1885 bis 1886 war er Obmann der Druckerei- und Verlagsgenossenschaft „Narodna tiskarna“ in Laibach. 1885 war auch das Jahr, in dem er Mitgründer und Mitglied des Ausschusses des Schulvereins „Družba Sv. Cirila in Metoda“ für Krain wurde.
Von 1867 bis 1878 war er Mitglied im steiermärkischen Landtag (II., III., IV. und V. Wahlperiode) und von 1878 bis 1895 im Landesausschuss. Von 1878 bis 1895 war er auch Mitglied im Krainer Landtag (VI., VII. und VIII. Wahlperiode).
Er war römisch-katholisch und ab 1877 verheiratet mit Katarina Ozimič († 1910), mit der er drei Töchter und einen Sohn hatte. Eine Tochter ist aber schon vor 1911 verstorben. Er war der Bruder von Mihael Vošnjak, der ebenfalls Abgeordneter zum Österreichischen Abgeordnetenhaus war.

## Politische Funktionen
Josip Vošnjak war vom 4. November 1873 bis zum 23. April 1885 Abgeordneter des Abgeordnetenhauses im Reichsrat (V. und VI. Legislaturperiode) und war dort in beiden Legislaturperioden für das Kronland Steiermark, Kurie Landgemeinden 9 (Cilli, Franz, Oberburg, Tüffer, Schönstein, Rann, Drachenburg, Lichtenwald) zuständig.

## Klubmitgliedschaften
Josip Vošnjak war ab 1873 fraktionslos und ab Ende November 1876 Mitglied im slowenisch-liberalen Klub des rechten Zentrums.